# 丁炔
丁炔可以指：
- 1-丁炔，又称乙基乙炔
- 2-丁炔，又称二甲基乙炔、巴豆炔

|  | 这个同类索引页列出了具有相同或相似标题的化学条目。 除非您是有意链接至本页，否则应将相应条目的内部链接指向正确的条目。 |